# Belmont (Australia)
Belmont è un sobborgo di Perth, in Australia Occidentale; è la sede della Local Government Area chiamata Città di Belmont.

## Storia
Il territorio di Belmont venne assegnato nel 1831 al capitano Francis Henry Byrne, che lo battezzò così probabilmente a causa dei suoi possedimenti omonimi in Inghilterra. L'insediamento iniziò a svilupparsi solo molti anni dopo, quando Shepherd Smith (proveniente da Sydney) lo acquistò e alla fine del XIX secolo procedette a suddividerlo in lotti. Per molti anni il sobborgo venne conosciuto col nome di Belmont Park, per poi assumere il nome attuale nel 1968.
Oggi Belmont è un sobborgo che nella sua parte occidentale è prevalentemente industriale e commerciale, mentre nelle altre zone ha caratteristiche di tipo residenziale.